# 南澳洲州立圖書館

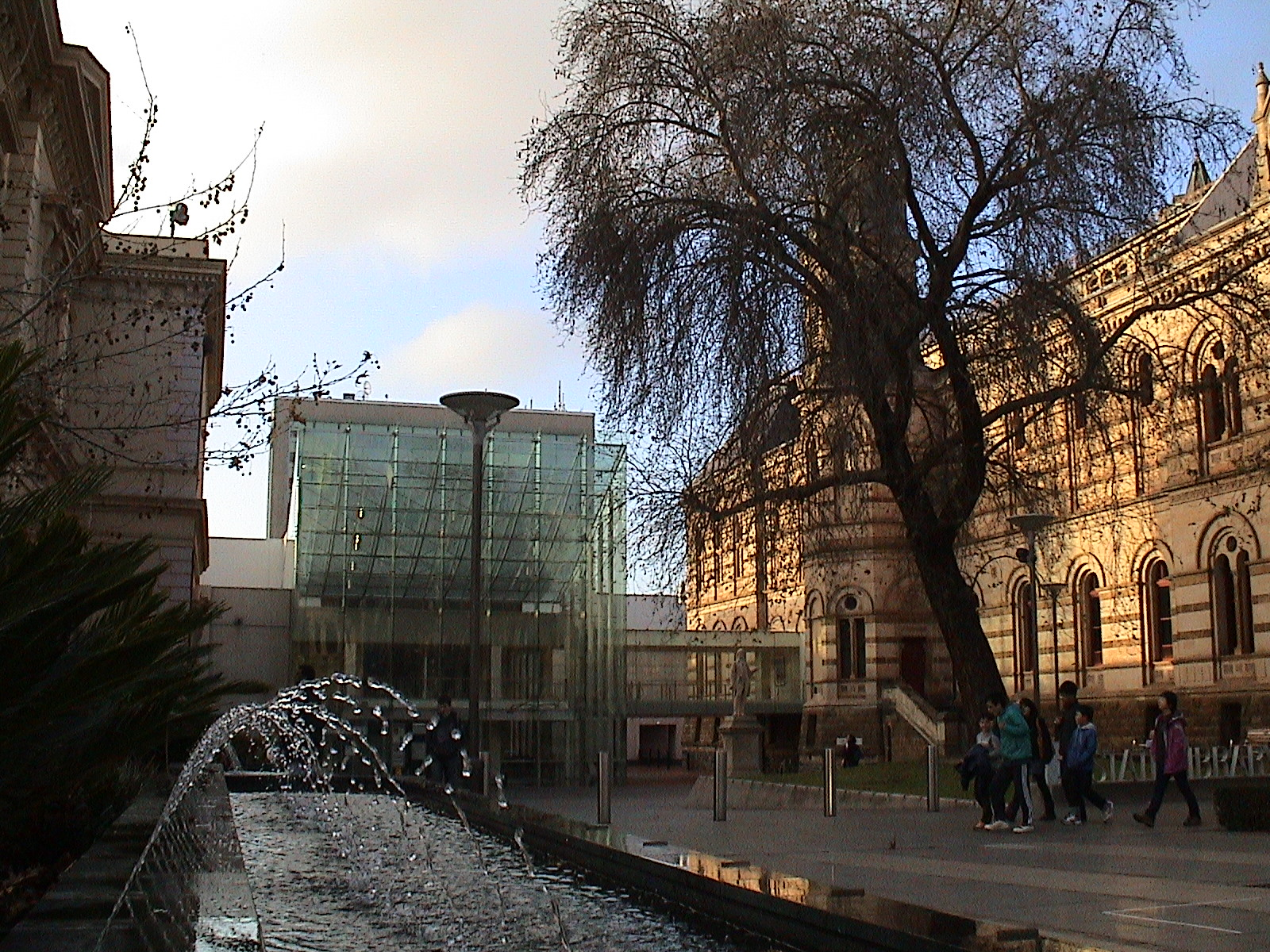
南澳大利亚州立图书馆 Spence楼的入口(1861年建，左边)和Mortlock楼(1884年建， 右边）

南澳洲州立圖書館，位于 阿德莱德。它是南澳州最大的公共研究图书馆。该图书馆重点收集南澳大利亚的历史资料，和一般参考材料。这些收藏主要适用于研究目的。它收藏了 “南澳大利亚 ”藏书，其中记录了南澳大利亚从欧洲人定居前至今的历史，还收藏了各种格式的一般参考资料，包括数字、电影、录音和录像、照片和缩微胶片。您还可以在家中访问许多期刊、报纸和其他在线资源。

## Mortlock楼

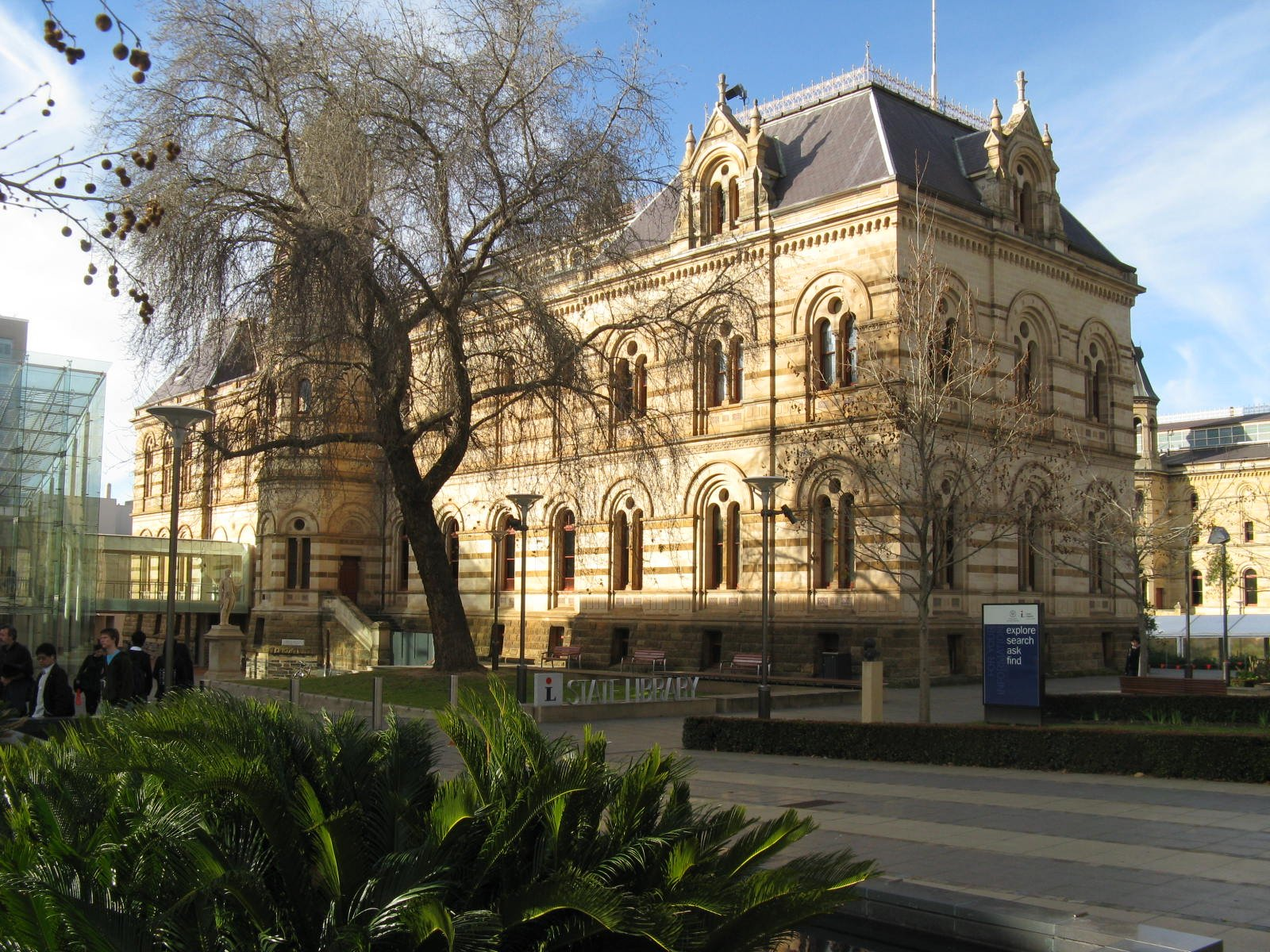
Mortlock楼。

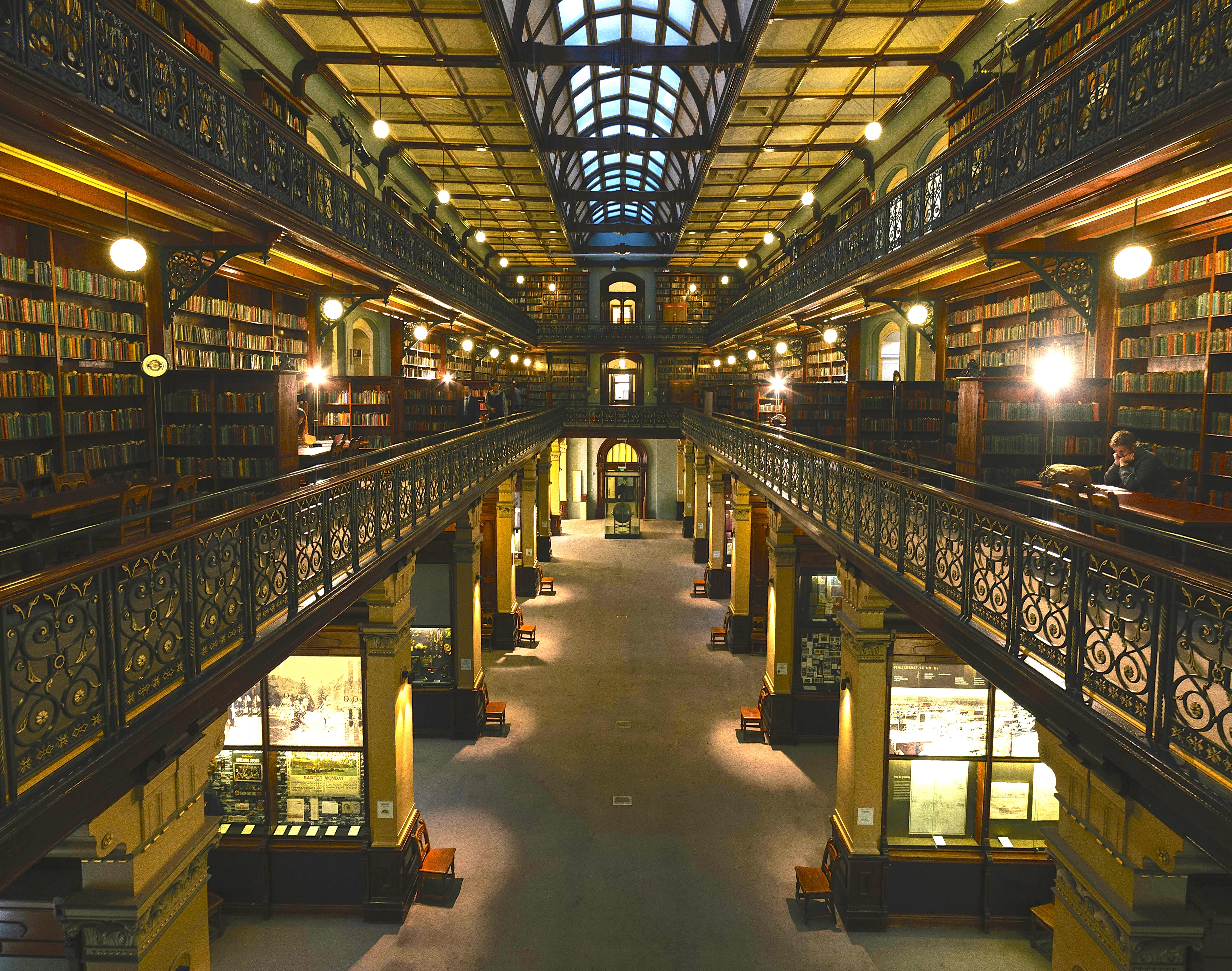
Mortlock楼内部 （南向）

## 参看
- 南澳大利亚博物馆
- 南澳大利亚艺术馆